# Ariocarpus agavoides
Ariocarpus agavoides (укр. Аріокарпус агавоподібний) — вид кактусів з роду аріокарпус (Aiocarpus).

## Етимологія

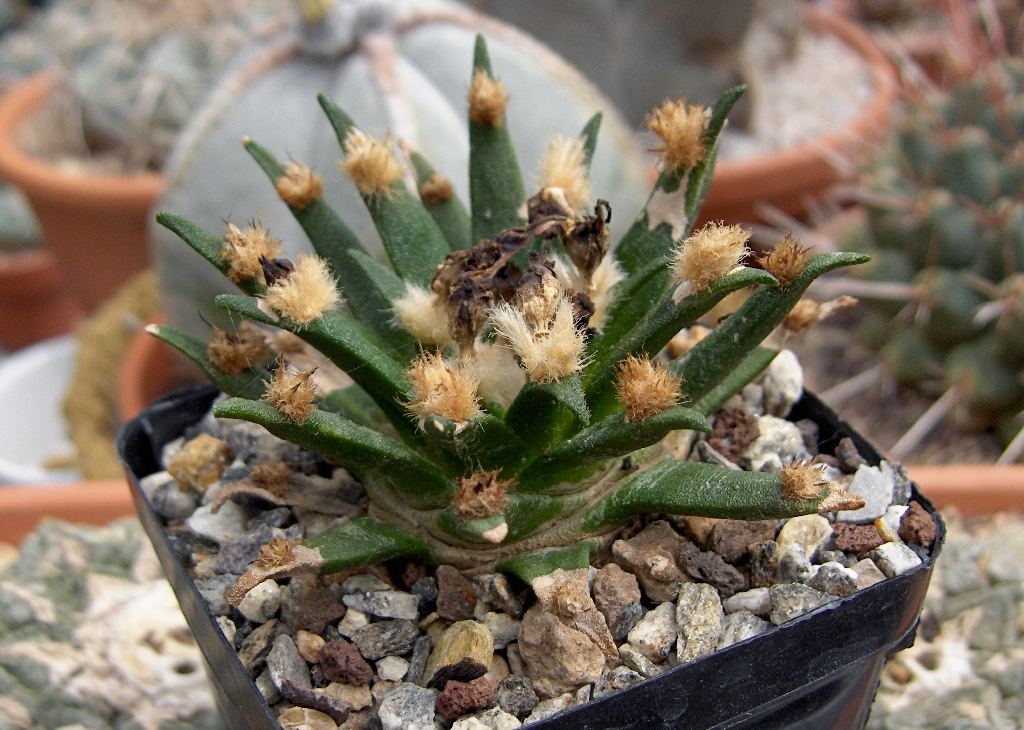
Ariocarpus agavoides у кімнатній культурі

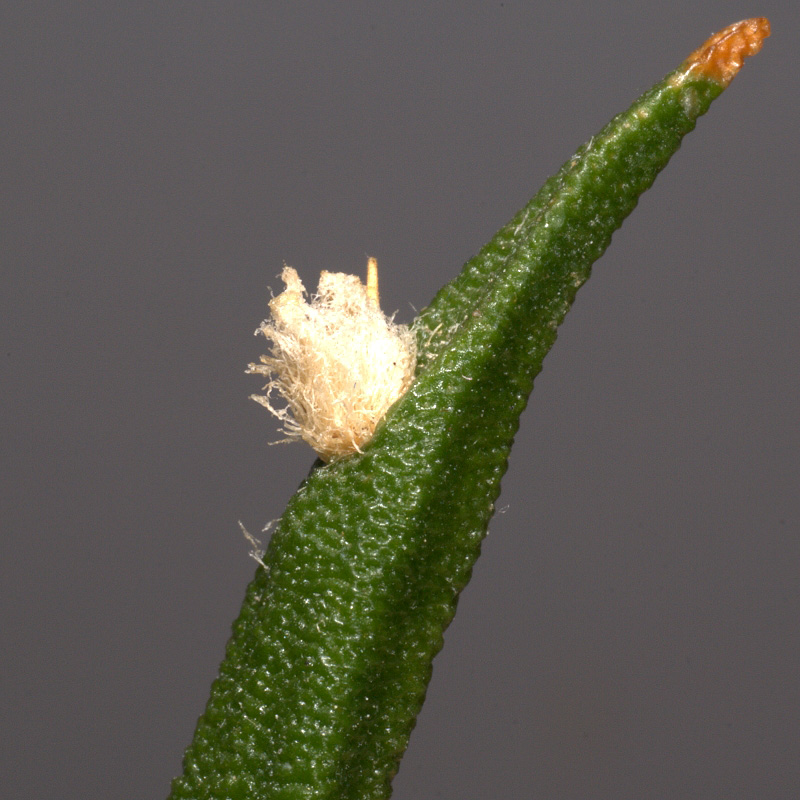
Ареола Ariocarpus agavoides

Видова назва (Agavoides) означає «схожий на Агаву», маючи на увазі форму, що більше характерна для листя агав, ніж для стебла кактусів. Іноді зустрічається помилкова назва agavioides.

## Місця зростання
Мексика (поблизу м. Тула в штаті Тамауліпас. Дві нові колонії були знайдені нещодавно в штаті Сан-Луїс-Потосі, виділені у варитет Ariocarpus agavoides var. sanluisensis. Виростає на вапняних стрімких схилах серед низькорослих чагарників та сухих трав на висоті 1 200 м над рівнем моря.

## Морфологічний опис
Стебло темно-зелене, у нижній частині у дорослих рослин здерев'яніле, кулясте, до 8 см в діаметрі, заглиблене в ґрунт.
Ребра повністю відсутні, що є характерною морфологічною особливістю цього виду.
Сосочки плоскі тверді і великі до 4 см довжиною, зі злегка увігнутою поверхнею і текстурованим епідермісом розходяться від центра стебла у вигляді розетки.
Ареоли великі, до 1 см в діаметрі, з білим або жовтуватим пухом, розташовані на зовнішній стороні сосочків на відстані до 1 см від їх вершини.
Колючки відсутні або настільки короткі, що цілком приховані під опушенням ареол.
Квітки темно-рожеві, ніжні, з шовковистим блиском, дзвонові-воронкоподібні, до 5 см завдовжки і 3-4 см в діаметрі. Квіткова трубка тонка, гола.
Плоди червоні, подовжені, до 2,5 см завдовжки.
Насіння неправильної форми, чорні, зберігають схожість протягом декількох років.

## Чисельність
Занесений до категорії «Уразливі види» Європейського червоного списку. Ареал дуже обмежений. Дикі популяції опинилися під загрозою, і майже вимерли через багато чинників, у тому числі збір для колекцій, сільське господарство, будівельні роботи, випас домашньої худоби та ерозію.